# كلارك بيكهام
كلارك بيكهام (بالإنجليزية: Clark Beckham)‏ هو مغني أمريكي، ولد في 15 مايو 1992 في ناشفيل في الولايات المتحدة.

## وصلات خارجية
- كلارك بيكهام على موقع IMDb (الإنجليزية)
- كلارك بيكهام على موقع ميوزك برينز (الإنجليزية)